# چوکی سکهی کی
چوکی سکهی کی (به انگلیسی: Chowki Sukheki) یک روستا در پاکستان است که در پنجاب واقع شده‌است.